# Cloudbreak

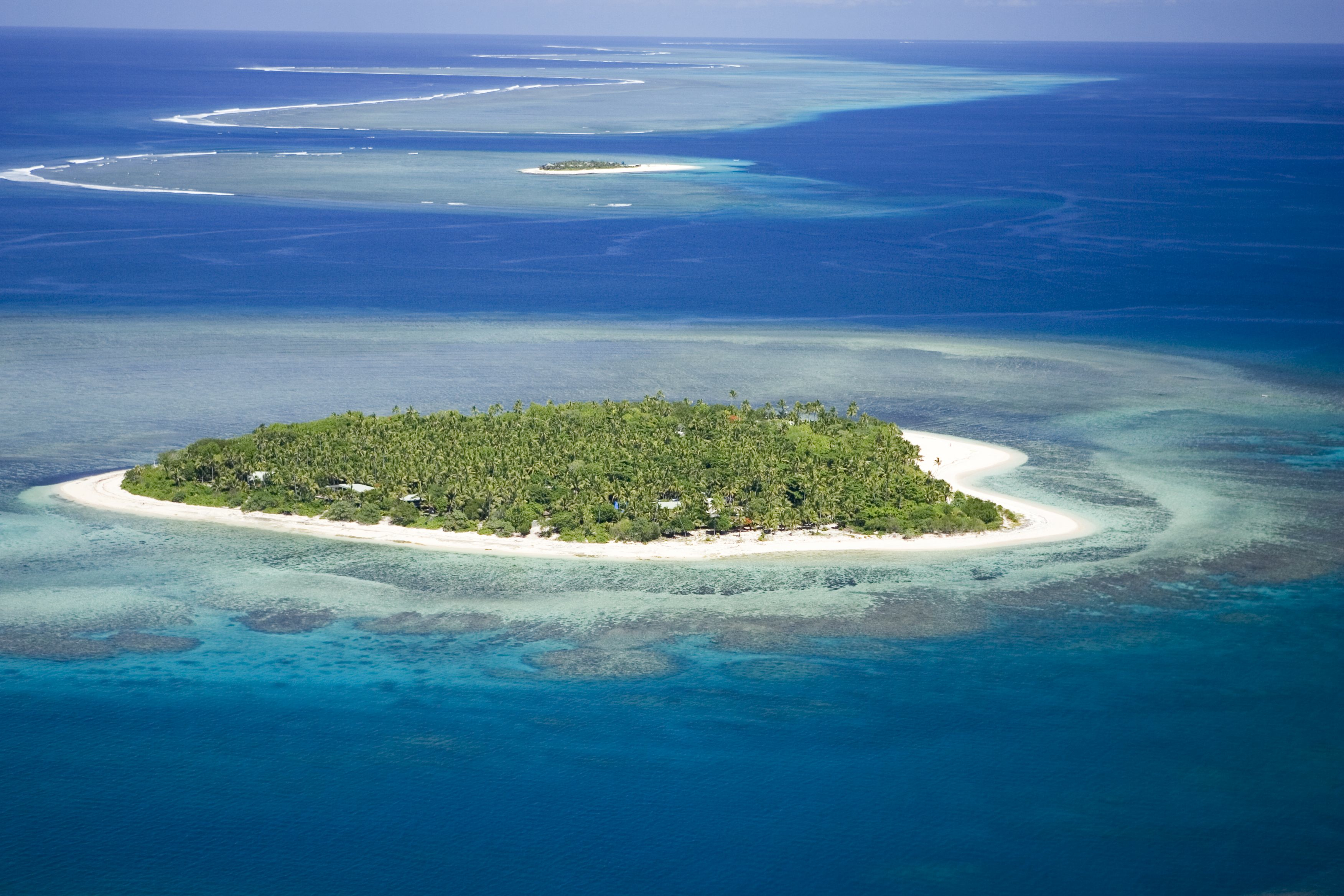
Tavarua.

Cloudbreak est un spot de surf de l'océan Pacifique situé près de Tavarua, aux Fidji. C'est sur cette gauche que se disputent chaque année le Fiji Pro et le Fiji Women's Pro.